# Campionati mondiali di sci alpino 1993
I Campionati mondiali di sci alpino 1993,  32ª edizione della manifestazione organizzata dalla Federazione Internazionale Sci, si svolsero in Giappone, a Morioka, dal 4 al 14 febbraio. Il programma includeva gare di discesa libera, supergigante, slalom gigante, slalom speciale e combinata, sia maschili sia femminili, ma il supergigante maschile venne cancellato.

## Organizzazione e impianti
A causa di perduranti cattive condizioni meteorologiche la gara di supergigante maschile, non potendo essere ulteriormente rinviata, venne cancellata; le gare si disputarono sulle piste Kotakakura e Takakura nella stazione sciistica di Shizukuishi.

## Risultati

### Uomini

#### Discesa libera
| Pos. | Atleta          | Nazione     | Tempo   |
| ---- | --------------- | ----------- | ------- |
| 1    | Urs Lehmann     | Svizzera    | 1:32,06 |
| 2    | Atle Skårdal    | Norvegia    | 1:32,66 |
| 3    | A J Kitt        | Stati Uniti | 1:32,98 |
| 4    | Luc Alphand     | Francia     | 1:32,99 |
| 5    | Tommy Moe       | Stati Uniti | 1:33,09 |
| 6    | Denis Rey       | Francia     | 1:33,20 |
| 7    | Cary Mullen     | Canada      | 1:33,30 |
| 8    | Patrick Ortlieb | Austria     | 1:33,41 |
| 9    | Christophe Plé  | Francia     | 1:33,43 |
| 10   | Franz Heinzer   | Svizzera    | 1:33,51 |

Data: 11 febbraio

Pista: Takakura

Lunghezza: 2 735 m

Dislivello: 733 m

Ore: 9.00 (UTC+9)

Porte: 37

Tracciatore: Sepp Messner (FIS)

#### Supergigante
La gara venne annullata.

#### Slalom gigante
| Pos. | Atleta                | Nazione     | Tempo   |
| ---- | --------------------- | ----------- | ------- |
| 1    | Kjetil André Aamodt   | Norvegia    | 2:15,36 |
| 2    | Rainer Salzgeber      | Austria     | 2:16,23 |
| 3    | Johan Wallner         | Svezia      | 2:17,27 |
| 4    | Urs Kälin             | Svizzera    | 2:17,63 |
| 5    | Hans Pieren           | Svizzera    | 2:17,75 |
| 6    | Hubert Strolz         | Austria     | 2:18,16 |
| 7    | Marc Girardelli       | Lussemburgo | 2:18,19 |
| 8    | Steve Locher          | Svizzera    | 2:18,22 |
| 9    | Markus Wasmeier       | Germania    | 2:18,26 |
| 10   | Ole Kristian Furuseth | Norvegia    | 2:18,34 |

Pista: Kotakakura

Dislivello: 370 m

1ª manche:

Data: 9 febbraio

Ore: 9.30 (UTC+9)

Porte: 52

Tracciatore: Didier Bonvin (Svizzera)

2ª manche:

Data: 10 febbraio

Ore: 9.30 (UTC+9)

Porte: 50

Tracciatore: Thierry Meynet (Francia)

#### Slalom speciale
| Pos. | Atleta               | Nazione     | Tempo   |
| ---- | -------------------- | ----------- | ------- |
| 1    | Kjetil André Aamodt  | Norvegia    | 1:40,33 |
| 2    | Marc Girardelli      | Lussemburgo | 1:40,37 |
| 3    | Thomas Stangassinger | Austria     | 1:40,44 |
| 4    | Hubert Strolz        | Austria     | 1:40,98 |
| 5    | Paul Accola          | Svizzera    | 1:41,12 |
| 6    | Thomas Fogdö         | Svezia      | 1:41,31 |
| 7    | Finn Christian Jagge | Norvegia    | 1:41,68 |
| 8    | Peter Roth           | Germania    | 1:41,73 |
| 9    | Thomas Sykora        | Austria     | 1:41,82 |
| 10   | Patrick Staub        | Svizzera    | 1:41,88 |

Data: 13 febbraio

Pista: Takakura

Dislivello: 180 m

1ª manche:

Ore: 11.00 (UTC+9)

Porte: 60

Tracciatore: Gustav Thöni (Italia)

2ª manche:

Ore: 14.00 (UTC+9)

Porte: 63

Tracciatore: Fritz Vallant (Austria)

#### Combinata
| Pos. | Atleta              | Nazione     | Punti |
| ---- | ------------------- | ----------- | ----- |
| 1    | Lasse Kjus          | Norvegia    | 34,22 |
| 2    | Kjetil André Aamodt | Norvegia    | 36,09 |
| 3    | Marc Girardelli     | Lussemburgo | 36,27 |
| 4    | Günther Mader       | Austria     | 45,53 |
| 5    | Steve Locher        | Svizzera    | 63,34 |
| 6    | Luc Alphand         | Francia     | 70,81 |
| 7    | Jure Košir          | Slovenia    | 73,43 |
| 8    | Kiminobu Kimura     | Giappone    | 88,89 |
| 9    | Patrik Järbyn       | Svezia      | 89,54 |
| 10   | Adrien Duvillard    | Francia     | 90,02 |

Discesa libera

Data: 5 febbraio

Ore: 11.00 (UTC+9)

Pista: Takakura

Lunghezza: 2 735 m

Dislivello: 733 m

Porte: 33

Tracciatore: Sepp Messner (FIS)

Slalom speciale

Data: 8 febbraio

Pista: Takakura

Dislivello: 150 m

1ª manche:

Ore: 10.00 (UTC+9)

Porte: 53

Tracciatore: Lothar Magnago (Svizzera)

2ª manche:

Ore: 13.00 (UTC+9)

Porte: 55

Tracciatore: Pavel Grašič (Slovenia)

### Donne

#### Discesa libera
| Pos. | Atleta                | Nazione     | Tempo   |
| ---- | --------------------- | ----------- | ------- |
| 1    | Kate Pace             | Canada      | 1:27,38 |
| 2    | Astrid Lødemel        | Norvegia    | 1:27,66 |
| 3    | Anja Haas             | Austria     | 1:27,84 |
| 4    | Katja Seizinger       | Germania    | 1:27,89 |
| 5    | Miriam Vogt           | Germania    | 1:28,13 |
| 6    | Ulrike Stanggassinger | Germania    | 1:28,16 |
| 7    | Bibiana Perez         | Italia      | 1:28,24 |
| 8    | Carole Montillet      | Francia     | 1:28,30 |
| 9    | Kerrin Lee-Gartner    | Canada      | 1:28,41 |
| 10   | Picabo Street         | Stati Uniti | 1:28,42 |

Data: 11 febbraio

Pista: Kotakakura

Lunghezza: 2 376 m

Dislivello: 625 m

Ore: 11.00 (UTC+9)

Porte: 29

Tracciatore: Günter Hujara (FIS)

#### Supergigante
| Pos. | Atleta             | Nazione  | Tempo   |
| ---- | ------------------ | -------- | ------- |
| 1    | Katja Seizinger    | Germania | 1:33,52 |
| 2    | Sylvia Eder        | Austria  | 1:33,68 |
| 3    | Astrid Lødemel     | Norvegia | 1:34,07 |
| 4    | Kerrin Lee-Gartner | Canada   | 1:34,21 |
| 5    | Deborah Compagnoni | Italia   | 1:34,44 |
| 6    | Anita Wachter      | Austria  | 1:34,52 |
| 7    | Špela Pretnar      | Slovenia | 1:34,74 |
| 8    | Carole Merle       | Francia  | 1:34,79 |
| 9    | Heidi Zurbriggen   | Svizzera | 1:34,82 |
| 10   | Regina Häusl       | Germania | 1:34,89 |
| 10   | Barbara Sadleder   | Austria  | 1:34,89 |

Data: 14 febbraio

Pista: Kotakakura

Lunghezza: 2 131 m

Dislivello: 565 m

Ore: 10.00 (UTC+9)

Porte: 42

Tracciatore: Gidi Achhorner (Austria)

#### Slalom gigante
| Pos. | Atleta              | Nazione     | Tempo   |
| ---- | ------------------- | ----------- | ------- |
| 1    | Carole Merle        | Francia     | 2:17,59 |
| 2    | Anita Wachter       | Austria     | 2:17,99 |
| 3    | Martina Ertl        | Germania    | 2:18,70 |
| 4    | Heidi Zeller-Bähler | Svizzera    | 2:19,07 |
| 5    | Sabina Panzanini    | Italia      | 2:19,17 |
| 6    | Špela Pretnar       | Slovenia    | 2:19,21 |
| 7    | Marianne Kjørstad   | Norvegia    | 2:19,60 |
| 8    | Katyuscia Demez     | Italia      | 2:20,15 |
| 9    | Diann Roffe         | Stati Uniti | 2:20,23 |
| 9    | Mojca Suhadolc      | Slovenia    | 2:20,23 |

Data: 10 febbraio

Pista: Kotakakura

Dislivello: 370 m

1ª manche:

Ore: 12.15 (UTC+9)

Porte: 49

Tracciatore: Filip Gartner (Austria)

2ª manche:

Ore: 14.45 (UTC+9)

Porte: 44

Tracciatore: Paul-André Dubusson (Svizzera)

#### Slalom speciale
| Pos. | Atleta                 | Nazione     | Tempo   |
| ---- | ---------------------- | ----------- | ------- |
| 1    | Karin Buder            | Austria     | 1:27,66 |
| 2    | Julie Parisien         | Stati Uniti | 1:27,87 |
| 3    | Elfi Eder              | Austria     | 1:28,65 |
| 4    | Kristina Andersson     | Svezia      | 1:28,69 |
| 5    | Morena Gallizio        | Italia      | 1:28,94 |
| 6    | Titti Rodling          | Svezia      | 1:29,12 |
| 7    | Patricia Chauvet       | Francia     | 1:29,29 |
| 8    | Christine von Grünigen | Svizzera    | 1:29,33 |
| 9    | Anne Berge             | Norvegia    | 1:29,67 |
| 10   | Miriam Vogt            | Germania    | 1:29,82 |

Data: 9 febbraio

Pista: Kotakakura

Dislivello: 150 m

1ª manche:

Ore: 11.45 (UTC+9)

Porte: 54

Tracciatore: R. Zalmann (Nuova Zelanda)

2ª manche:

Ore: 14.30 (UTC+9)

Porte: 53

Tracciatore: Gottfried Trinkl (Svezia)

#### Combinata
| Pos. | Atleta             | Nazione     | Punti |
| ---- | ------------------ | ----------- | ----- |
| 1    | Miriam Vogt        | Germania    | 3,39  |
| 2    | Picabo Street      | Stati Uniti | 32,15 |
| 3    | Anita Wachter      | Austria     | 33,52 |
| 4    | Bibiana Perez      | Italia      | 39,04 |
| 5    | Erika Hansson      | Svezia      | 42,45 |
| 6    | Stefanie Schuster  | Austria     | 47,30 |
| 7    | Lucia Medzihradská | Slovacchia  | 53,94 |
| 8    | Ulrike Maier       | Austria     | 54,35 |
| 9    | Morena Gallizio    | Italia      | 54,51 |
| 10   | Chantal Bournissen | Svizzera    | 61,80 |

Discesa libera

Data: 5 febbraio

Ore: 10.00 (UTC+9)

Pista: Kotakakura

Lunghezza: 2 376 m

Dislivello: 625 m

Porte: 29

Tracciatore: Günter Hujara (FIS)

Slalom speciale

Data: 4 febbraio

Pista: Kotakakura

Dislivello: 625 m

1ª manche:

Ore: 12.15 (UTC+9)

Porte: 42

Tracciatore: Herbert Mandl (Norvegia)

2ª manche:

Ore: 14.30 (UTC+9)

Porte: 42

Tracciatore: Franz Gamper (Italia)

## Medagliere per nazioni
| Pos. | Nazione     | Oro | Argento | Bronzo | Totale |
| ---- | ----------- | --- | ------- | ------ | ------ |
| 1    | Norvegia    | 3   | 3       | 1      | 7      |
| 2    | Germania    | 2   | 0       | 1      | 3      |
| 3    | Austria     | 1   | 3       | 4      | 8      |
| 4    | Canada      | 1   | 0       | 0      | 1      |
| 4    | Francia     | 1   | 0       | 0      | 1      |
| 4    | Svizzera    | 1   | 0       | 0      | 1      |
| 7    | Stati Uniti | 0   | 2       | 1      | 3      |
| 8    | Lussemburgo | 0   | 1       | 1      | 2      |
| 9    | Svezia      | 0   | 0       | 1      | 1      |